# Рейнская армия
Ре́йнская а́рмия (фр. Armée du Rhin) — историческое оперативное объединение Французской императорской армии.

## Первая республика
Армия была сформирована 14 декабря 1791 года во время Французской революции. Действовала на рейнском плацдарме. Расформирована 5 мая 1801 года.
Некоторые командующие армией:
- дивизионный генерал Виктор Моро (21 апреля 1796 — 9 сентября 1797)
- дивизионный генерал Пьер Ожеро (7 октября 1797 — 3 февраля 1798)
- дивизионный генерал Клод Лекурб (24 октября — 27 декабря 1799)
- дивизионный генерал Виктор Моро (28 декабря 1799 — 4 мая 1801)

## Первая империя
15 октября 1808 года Наполеон преобразовал части, дислоцированные в Германии и незадействованные в Испанской кампании, в Рейнскую армию под началом маршала Николя Даву. 1 апреля 1809 года армия была расформирована, а её подразделения влились в состав новообразованной армии Германии.
Состав армии на 1 января 1809 года:
- 1-я пехотная дивизия (дивизионный генерал Шарль Моран)
- 2-я пехотная дивизия (дивизионный генерал Луи Фриан)
- 3-я пехотная дивизия (дивизионный генерал Этьен Гюден)
- 4-я пехотная дивизия (дивизионный генерал Луи Сент-Илер)
- резервная пехотная дивизия (дивизионный генерал Николя Удино)
- 1-я дивизия тяжёлой кавалерии (дивизионный генерал Этьен Нансути)
- 2-я дивизия тяжёлой кавалерии (дивизионный генерал Реймон Сен-Сюльпис)
- 3-я дивизия тяжёлой кавалерии (дивизионный генерал Жан-Луи Эспань)
- 1-я бригада лёгкой кавалерии (бригадный генерал Жан-Шарль Бопре)
- 2-я бригада лёгкой кавалерии (бригадный генерал Клод Пажоль)
- управление Ганзейских городов (маршал Жан-Батист Бернадот)
- управление Данцига (дивизионный генерал Жан Рапп)

## Вторая империя
Впоследствии — армия Второй французской империи, участвовавшая во Франко-прусской войне 1870—1871 годов (в том числе в битве при Седане).

## Известные представители
- Генерал Луи Бараге д’Илье
- Генерал Адам Филипп Кюстин
- Граф Антуан Мари Шаман Лавалетт
- Генерал Виктор Клод Александр Фанно де Лагори
- Генерал Франсуа-Жозеф д’Оффенштейн
- Генерал Жан-Николя Ушар
- Социалист-утопист Франсуа Мари Шарль Фурье
- Генерал Франсуа-Оскар де Негрие
- Генерал Шарль де Лорансе